# Vanneau terne
Vanellus lugubris
Espèce
Statut de conservation UICN

 LC  : Préoccupation mineure
Synonymes
- Charadrius lugubris (protonyme)
- Hoplopterus lugubris
- Stephanibyx lugubris

Le Vanneau terne (Vanellus lugubris) est une espèce d'oiseau limicole appartenant à la famille des Charadriidae.

## Description

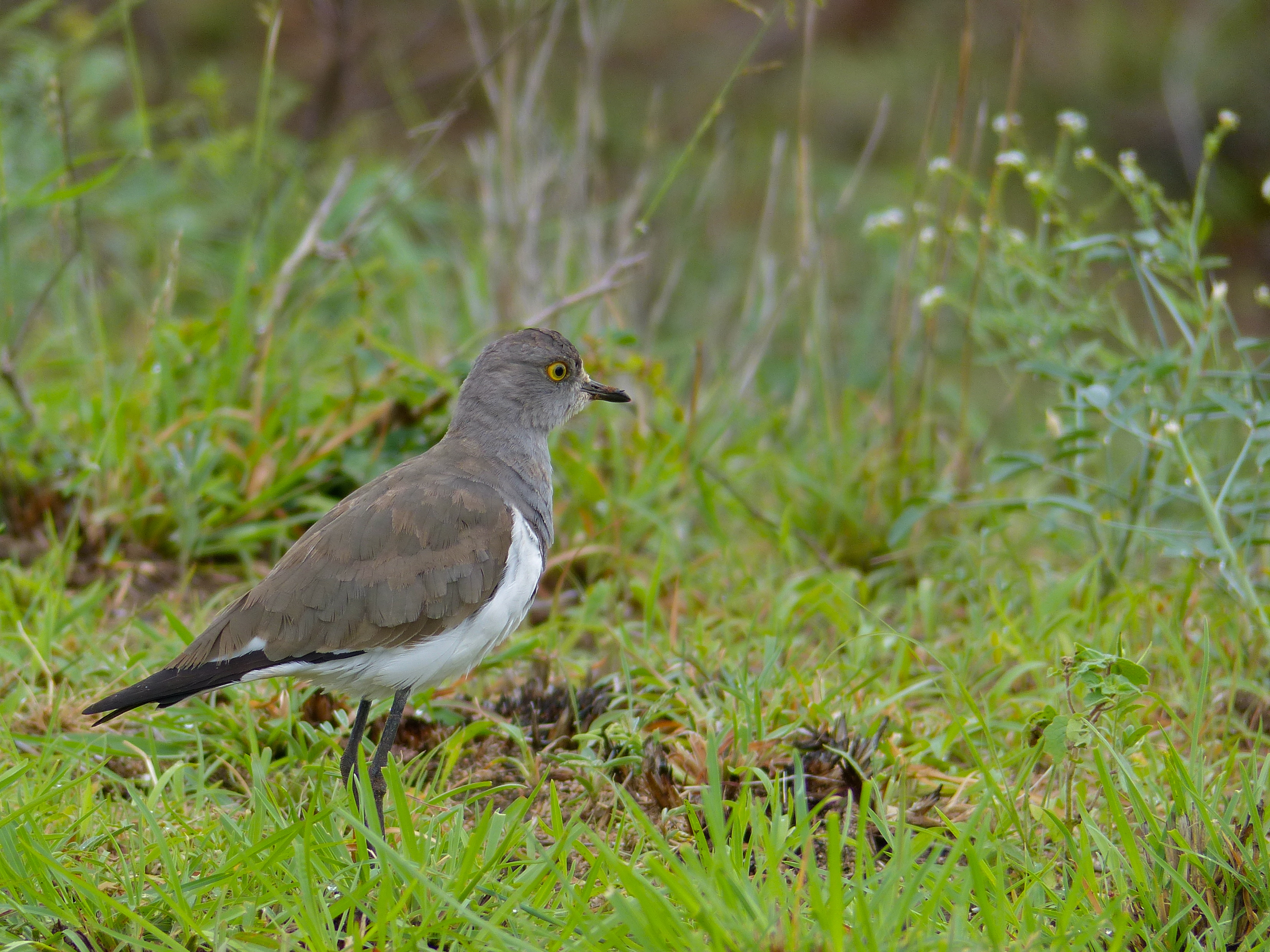
parc national Kruger, Afrique du Sud

Cet oiseau fréquente les savanes d'Afrique subsaharienne : de la Guinée au sud du Mali à l'ouest du Nigeria et du Gabon au Kenya et au sud du Mozambique.